# ویپول آمروتلال شاه
ویپول آمروتلال شاه (انگلیسی: Vipul Amrutlal Shah؛ زادهٔ ۳ آوریل ۱۹۷۳) کارگردان فیلم و تهیه‌کننده فیلم اهل هند است.

## فیلم‌شناسی

### کارگردان
| فیلم               | سال  | بازیگران                                                         | یادداشت               |
| ------------------ | ---- | ---------------------------------------------------------------- | --------------------- |
| چشم‌ها              | ۲۰۰۲ | آمیتاب باچان، آکشی کومار، آرجون رامپال، پارش راوال، سوشمیتا سن   |                       |
| وقت:مسابقه با زمان | ۲۰۰۵ | آمیتاب باچان، آکشی کومار، پریانکا چوپرا، شفالی شاه، بومان ایرانی | همچنین تهیه‌کننده فیلم |
| سلام لندن          | ۲۰۰۷ | آکشی کومار، کاترینا کایف، ریشی کاپور                             | همچنین تهیه‌کننده فیلم |
| رؤیاهای لندن       | ۲۰۰۹ | سلمان خان، اجی دیوگن، آسین                                       | همچنین تهیه‌کننده فیلم |
| تکرار زندگی        | ۲۰۱۰ | آکشی کومار، آیشواریا رای، آدیتیا روی کاپور                       | همچنین تهیه‌کننده فیلم |
| سلام انگلیس        | ۲۰۱۸ | آرجون کاپور، پرینیتی چوپرا                                       | همچنین تهیه‌کننده فیلم |

### تهیه‌کننده
| فیلم                                           | سال  | کارگردان           | بازیگران                                                 |
| ---------------------------------------------- | ---- | ------------------ | -------------------------------------------------------- |
| سینگ شاه است                                   | ۲۰۰۸ | آنیس بازمی         | آکشی کومار، کاترینا کایف                                 |
| Kucch Luv Jaisaa                               | ۲۰۱۱ | Barnali Ray Shukla | شفالی شاه، راهول بس، سامیت راغوان                        |
| اجبار                                          | ۲۰۱۱ | Nishikanth Kamath  | جان آبراهام، جنلیا دی‌سوزا، ویدیوت جاموال                 |
| تکاور                                          | ۲۰۱۳ | Dilip Ghosh        | ویدیوت جاموال، پوجا چوپرا                                |
| تعطیلات: یک سرباز هرگز وظیفه خود را رها نمی‌کند | ۲۰۱۴ | ای‌آر موروگادوس     | آکشی کومار، سوناکشی سینها، Freddy Daruwala, سامیت راغوان |
| اجبار ۲                                        | ۲۰۱۶ | Abhinay Deo        | جان آبراهام، سوناکشی سینها، Tahir Raj Bhasin             |
| کماندو ۲                                       | ۲۰۱۷ | Deven Bhojani      | ویدیوت جاموال، آدا شارما، Freddy Daruwala                |
| کماندو ۳                                       | ۲۰۱۹ | Aditya Datt        | ویدیوت جاموال، آدا شارما                                 |